# قلة الصفيحات الوليدية بالمناعة المتباينة
قلة الصفيحات الوليدية بالمناعة المتباينة (إن أيه آي تي بّي)، مرض يصيب الولدان ينخفض فيه تعداد الصفيحات بسبب مهاجمة جهاز المناعة لدى الأم صفيحات الجنين أو الوليد. يزيد التعداد المنخفض من خطر النزف لدى الجنين أو الوليد. إذا حدث النزف في الدماغ، قد تظهر آثار طويلة الأمد.
تورث مستضدات الصفيحات من الأب والأم. ينتج هذا المرض عن أضداد نوعية لمستضدات الصفيحات الموروثة من الأب والغائبة لدى الأم. يؤدي انتقال الدم الجنيني الأمومي (أو النزف الجنيني الأمومي) إلى تعرف الجهاز المناعي لدى الأم على هذه المستضدات على أنها أجسام غريبة، ما يؤدي إلى إنتاج جيل لاحق من الأضداد المتفاعلة الخيفية تعبر المشيمة. بالتالي، تنتج قلة الصفيحات الوليدية بالمناعة المتباينة عن العبور المشيمي للأضداد الخيفية الأمومية النوعية للصفيحات ونادرًا ما ترافقها الأضداد الخيفية لمستضد الكريات البيضاء البشرية (هلا) (والتي تعبر عنها الصفيحات) إلى الجنين الذي تعبر صفيحاته عن المستضدات الموافقة.
تحدث قلة الصفيحات بتواتر بين 1/800 إلى 1/5000 ولادة. تشير بعض الدراسات الحديثة لهذا المرض إلى حدوثه بمعدل 1/600 ولادة لدى الشعوب القوقازية.

## العلامات والأعراض
تُشخص قلة الصفيحات الوليدية بالمناعة المتباينة عادةً عقب اكتشاف وجود نقص في الصفيحات بالصدفة عند إجراء اختبار الدم، أو بسبب مضاعفات النزف التي تتراوح من التكدم أوالنمشات إلى النزف داخل القحف لدى الجنين أو الوليد.
في كثير من الأحيان، يكون انخفاض تعداد الصفيحات معتدلًا ويبقى الولدان المصابون غير عرضيين إلى حد كبير. تعد قلة الصفيحات الوليدية بالمناعة المتباينة السبب الأكثر شيوعًا لانخفاض تعداد الصفيحات والنزف داخل القحف عند حديثي الولادة.
في حال حدوث قلة صفيحات شديدة، قد يتظاهر الولدان بمضاعفات نزفية عند الولادة أو بعد ساعات قليلة منها. يمثل النزف داخل القحف الاختلاط الأكثر خطورة، ويؤدي إلى الوفاة لدى ما يقارب 10% من الأطفال العرضيين، أو إلى عقابيل عصبية في 20% من الحالات. تحدث 80% من النزوف داخل القحف قبل الولادة. تشكل الأيام الأربعة الأولى بعد الولادة فترة الخطر الأكبر لحدوث نزف داخل القحف.

### أمراض مرافقة
فرفرية نقص الصفيحات المناعية (آي تي بي)، تسمى أحيانًا فرفرية نقص الصفيحات مجهولة السبب، هي حالة تهاجم فيها الأضداد صفيحات المريض الذاتية، ما يؤدي إلى القضاء على الصفيحات ونقص تعدادها. تهاجم الأضداد المضادة للصفيحات لدى المرأة الحامل المصابة بفرفرية نقص الصفيحات المناعية صفيحاتها الخاصة وتعبر المشيمة وترتكس ضد صفيحات الجنين. بالتالي، تعد فرفرية نقص الصفيحات المناعية سببًا هامًا لنقص الصفيحات المناعي الجنيني والوليدي. يقدر تعداد الصفيحات لدى 10% من الأطفال الذين أثرت فيهم فرفرية نقص الصفيحات المناعية بأقل من 50,000 في الميكروليتر ويعاني 1% إلى 2% منهم من خطر النزف داخل القحف بالمقارنة مع الأطفال المصابين بقلة الصفيحات الوليدية بالمناعة المتباينة.
يجب أن تخضع الأمهات المصابات بنقص الصفيحات أو اللاتي يمتلكن سوابق فرفرية نقص الصفيحات المناعية لاختبار أضداد الصفيحات في المصل. يجب أن تبدأ المرأة المصابة بنقص صفيحات عرضي أو أضداد صفيحات قابلة للكشف بعلاج نقص الصفيحات المناعية والذي قد يتضمن الستيروئيدات أو الغاماغلوبيولين الوريدي. لا يجرى تحليل الدم الجنيني بغية تحري تعداد الصفيحات عادةً، لأن نقص الصفيحات المحرض مناعيًا لدى الجنين أقل شدة من نقص الصفيحات الوليدية بالمناعة المتباينة. قد تُنقل الصفيحات إلى حديثي الولادة، بناء على درجة نقص الصفيحات.

### بعض الحالات الأخرى التي تسبب انخفاض تعداد الصفيحات
تشمل الحالات الأخرى التي قد تسبب انخفاض تعداد الصفيحات لدى حديثي الولادة العدوى الجرثومية والفيروسية، والتخثر المنتشر داخل الأوعية، وبعض الأمراض الخلقية النادرة الأخرى المترافقة مع هبوط تعداد الصفيحات.